# Pozo cuántico

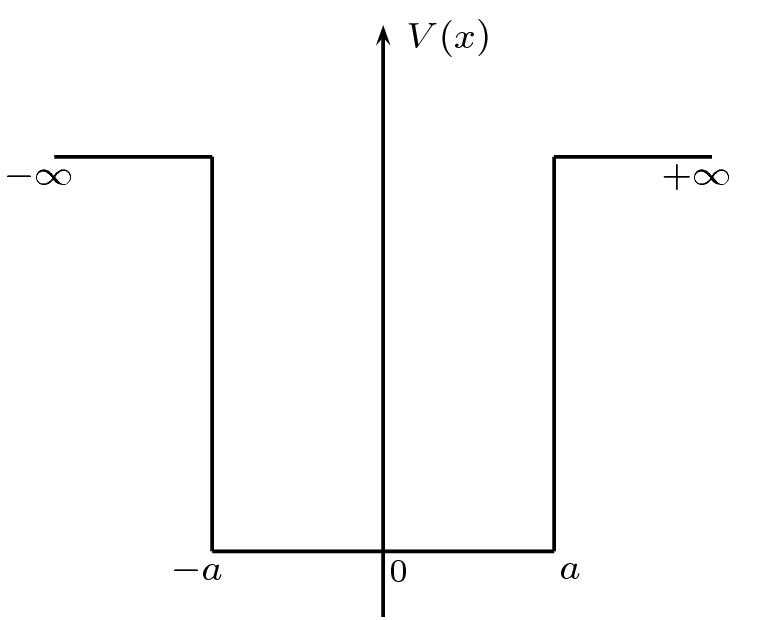
Representación de un pozo cuántico infinito de ancho 2a

En física, un pozo cuántico es la denominación que recibe un pozo de potencial que confina, en dos dimensiones, partículas que originalmente tenían libertad para moverse en tres, forzándolas a ocupar una zona acotada. Los efectos del confinamiento cuántico se producen cuando el espesor del «pozo cuántico» es comparable a la longitud de onda de De Broglie de las partículas portadoras de energía (generalmente electrones y huecos de electrones), generando así niveles de energía llamadas «subbandas energéticas», por lo que estos portadores de energía solamente podrán tomar valores discretos de energía.
Dingle observó por primera vez este fenómeno en 1974. La «discretización» de los niveles de energía es considerada, por muchos investigadores, una de las manifestaciones más interesantes de la mecánica cuántica.
Existen otros tipos de estructuras cuánticas que mantienen semejanzas con los pozos cuánticos: los hilos cuánticos y los puntos cuánticos, aunque en estas estructuras el confinamiento de partículas corresponde a dos y a tres dimensiones respectivamente.

## Pozos cuánticos cuadrado

### Fabricación
Se forman por el acople de sustancias de forma consecutiva cuyas bandas prohibidas poseen espesores diferentes. En los semiconductores se intercala un material como el arseniuro de galio o el nitruro de galio-indio (InGaN) entre dos capas de otro material con una banda prohibida mayor, como el arseniuro de aluminio (AlAs) o el nitruro de galio, respectivamente. También se puede encontrar el arseniuro de galio o el arseniuro de aluminio entre dos capas de arseniuro de galio-aluminio (AlGaAs).
Estas estructuras pueden ser fabricadas mediante procedimientos de crecimiento epitaxial como crecimiento epitaxial por haces moleculares o la deposición química en fase vapor.
Las películas metálicas delgadas también pueden soportar estados de pozos cuánticos, en particular, capas metálicas delgadas que crecen en superficies metálicas y semiconductoras. El electrón (o agujero) está confinado por la interfaz metal-vacío en un lado, y en general, por un espacio absoluto con sustratos semiconductores, o por un espacio de banda proyectado con sustratos metálicos.

### Aplicaciones más comunes
A causa de la naturaleza cuasi bidimensional, los electrones en los pozos cuánticos poseen una densidad de estados más pronunciada que en el cuerpo de un material. Como consecuencia, los pozos cuánticos se usan de manera abundante en la fabricación de diodos láser. También se los utiliza para fabricar transistores de alta movilidad de electrones (TAMEs o también HEMTs, del inglés High Electron Mobility Transistors), que se usan en electrónica de bajo ruido. Los fotodetectores infrarrojos de pozos cuánticos también se basan en pozos cuánticos y se los utiliza para operar imágenes infrarrojas.
Mediante un proceso de dopaje (introducción de impurezas tipo N) del pozo cuántico, o preferentemente,  de la barrera de un pozo cuántico, se puede formar un gas de electrones de dos dimensiones (2DEG). Este plasma cuasi bidimensional tiene propiedades interesantes a bajas temperaturas. Una de estas propiedades es el efecto Hall cuántico, que se observa en campos magnéticos elevados. De manera análoga, las impurezas aceptoras en la barrera de un pozo cuántico puede llevar a la formación de un gas de huecos de electrón.

## Pozo nuclear

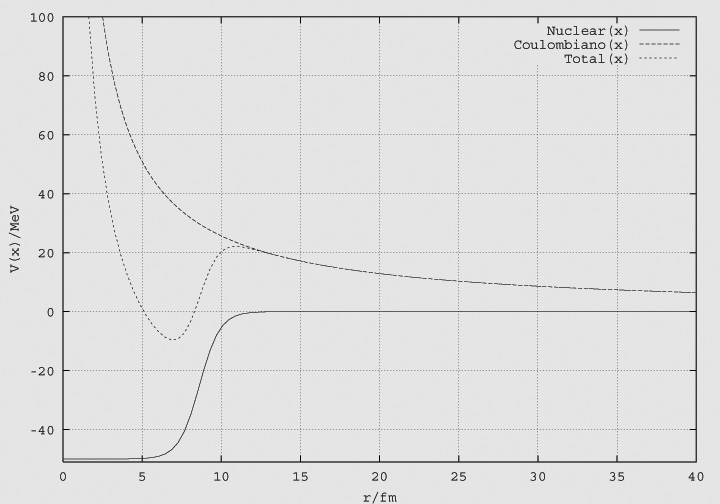
Potencial sufrido por una partícula alfa en las proximidades del núcleo

El pozo cuántico nuclear se da en todos los núcleos atómicos y confinan el material nuclear (los nucleones) en una región muy pequeña. El pozo es consecuencia de la superposición de dos tipos de interacciones; la nuclear fuerte (tipo pozo de Wood-Saxon) y la culombiana (tipo hiperbólico). De forma simple, la fuerte repulsión electrostática de los protones se ve contenida por la interacción fuerte, muy intensa a distancias pequeñas. Un modelo matemático simple fue propuesto por Hideki Yukawa, el potencial de Yukawa describe la forma de un potencial de interacción culombiana apantallada.
La superación del pozo en un sentido u otro implica todo tipo de reacciones nucleares.